# 白茶树属
白茶树属（学名：Koilodepas）是大戟科下的一个属，为乔木植物。该属共有10种，分布于印度、马来西亚。